# Polyclinum aurantium
Polyclinum aurantium is een zakpijpensoort uit de familie van de Polyclinidae. De wetenschappelijke naam van de soort werd in 1841 voor het eerst geldig gepubliceerd door Henri Milne-Edwards. Het is inheems in ondiep water in de noordoostelijke Atlantische Oceaan en de Middellandse Zee.

## Beschrijving
Polyclinum aurantium is een ronde peervormige kolonie van zakpijpen, bestaande uit een aantal zoïden in een gemeenschappelijke mantel. De kolonie is geel tot bruin van kleur, meestal bedekt met zand of afval, waardoor het een zanderig geknobbeld uiterlijk heeft. Het is over het algemeen 1 tot 1,5 cm hoog en 2 tot 5 cm breed; de afzonderlijke zoïden zijn tot 6 mm lang. Elke zoïde heeft zijn eigen buccale sifo (instroomopening) met zes lobben, waardoor het water aanzuigt. De kolonie heeft een klein aantal gewone cloaca-sifo's (uitstroomopeningen), elk met een lange tongachtige uitsteeksel, waaruit het van voedsel gefilterde water weer wordt verdreven.

## Verspreiding
Polyclinum aurantium is inheems in de noordoostelijke Atlantische Oceaan. Het verspreidingsgebied strekt zich uit van Noorwegen naar het zuiden tot aan de Middellandse Zee. Het komt voor op rotsen en andere harde substraten tot een diepte van ongeveer 100 meter.